# 1 سنتسيمو (عملة إيطالية)
كانت الليرة السنتية الواحدة ( بالإيطالية : سنتيسيمو من اللييرة ) والمعروفة باسم سنتسيمينو أصغر فئة من عملات الليرة الإيطالية. مثل العملات المعدنية المعاصرة من فئة 1 و2 و5 سنت كانت مصنوعة من سبيكة برونزية مكونة من 960‰ نحاس و40‰ قصدير. سكت العملات المعدنية بقيمة سنت واحد بين عامي 1861 و1918 ولم سحبت من التداول إلا في عام 1924.

## الأصل

### الإصلاح النقدي النابليوني
| [[{{{image}}}\|alt=]] |

| 1 سنتيمو                         | 1 سنتيمو                              |
| -------------------------------- | ------------------------------------- |
|                                  |                                       |
| تمثال لنابليون الإمبراطور والملك | مملكة إيطاليا، التاج، في الحواف سنتيم |
| 1813, Cu 950‰, 2,1 g             |                                       |

من أجل إعادة النظام إلى النظام النقدي الفرنسي قدم المؤتمر الوطني في 15 أغسطس 1795 استخدام القاعدة العشرية والثنائية المعدنية وهو النظام الذي لم ينفيذ حتى عام 1803 على يد نابليون. قاموا باعتماد الفرنك الفضي كوحدة أساسية و سكت مضاعفات بقيمة تزيد عن 5 فرنكات بالذهب بينما سُمح باستخدام النحاس للسنتات. وفي أعقاب الحملة الإيطالية التي قادها نابليون ولدت مملكة إيطاليا في عام 1805 والتي باعتبارها تابعة بحكم الأمر الواقع لفرنسا تبنت النظام النقدي الجديد القائم على النظام العشري.
بعد ذلك إنشاء الليرة الإيطالية وهي عملة تعادل الفرنك الفرنسي تمامًا وبالتالي يمكن استخدامها في كل من فرنسا وإيطاليا. سكت العملة المعدنية التي تمثل جزءًا من مائة من الليرة، بدءًا من عام 1807 في دور سك العملة في بولونيا والبندقية وميلانو والتي أصبحت أيضًا على وجه الخصوص دار سك العملة حيث قاموا بإعداد جميع عملات المملكة. وزن العملة المعدنية 2.1 جرام وقطرها 19.5 مم وكان مكونًا من سبيكة نحاسية 950‰.
سكت السنت رسميًا حتى عام 1813 ولكن من المحتمل أن إصداره استمر بعد معركة واترلو بسبب عدم وجود عملات معدنية جديدة استمر النمساويون في استخدام دار سك العملة في ميلانو حتى عام 1819 لإصدار العملات النحاسية والفضية النابليونية.

### الترميم
ومع عودة الملكيات الأوروبية إلغيت الإصلاحات النابليونية في المجال النقدي أيضًا. استبدلت الإمبراطورية النمساوية التي حكمت شمال إيطاليا مع مملكة لومباردي-فينيسيا الليرة النابليونية بالليرة النمساوية وهي عملة ذات تداول مزدوج ومرتبطة بالفلورين النمساوي. وكما هو الحال مع الفلورين لم تتبع الليرة الجديدة القاعدة العشرية : كانت مضاعفاتها هي السكودو والسيولة النمساوية والتي تبلغ قيمتها 6 و40 ليرة نمساوية على التوالي. ومع ذلك فإن مضاعفات الليرة كانت تتبع القاعدة العشرية فكما قسم الفلورين إلى 100 سولدي كانت الليرة تتكون أيضًا من 100 سنت. وبفضل هذا النظام النقدي بدأ في عام 1822 في دور سك العملة في ميلانو والبندقية سك عملات معدنية بقيمة سنت واحد من الليرة النمساوية والتي كانت لها قياسات مختلفة عن العملات النابليونية. دخلت هذه العملات المعدنية التداول بعد نظام العطاء القسري وثم لم يكن من الممكن تحويلها إلى ذهب أو فضة وعلاوة على ذلك كان الدفع بين الأفراد بهذه العملة محدودًا بربع ليرة.
| [[{{{image}}}\|alt=]] |

| 1 سنتين                              | 1 سنتين                                        |
| ------------------------------------ | ---------------------------------------------- |
|                                      |                                                |
| شعار مملكة سردينيا بين فروع السنديان | سيارة·فيليكس د·ج·ريكس سار·سير·بي·هار·1 سنتسيمو |
| 1826, Cu 950‰, 2,0 g                 |                                                |

مع استعادة الإمبراطورية وإلغاء الإصلاحات النابليونية استمرت بعض الدول الإيطالية في استخدام النظام النقدي العشري ومن بينها مملكة سردينيا في عهد فيكتور إيمانويل الأول. في مملكة سردينيا بدأ سك العملات النحاسية من فئة سنت واحد ليرة عام ١٨٢٦ في عهد تشارلز فيليكس وكانت للعملة خصائص مختلفة عن العملة النابليونية : كان وزنها ٢ غرام وقطرها ١٩. مم. في عهد تشارلز ألبرت بين 22 فبراير 1847 و15 مايو 1848 أعيد استخدام عملة كارلو فيليس لتعويض النقص في العملات المعدنية بينما لم تصدر أي عملات معدنية من هذه الفئة في عهد فيكتور إيمانويل الثاني حتى تأسيس مملكة إيطاليا. في عام 1842 أصدرت عملات معدنية بقيمة 1 سنت بقيمة 15 سكت عملات معدنية قطرها 1 مم ووزنها 1 جرام للتداول في سردينيا وهي القياسات التي اعتمدها لاحقًا في ما سيصبح مملكة إيطاليا.
بالإضافة إلى مملكة سردينيا احتفظت دوقية بارما وبياتشينزا أيضًا بالنظام العشري النابليوني وفي عام 1830 أثناء حكم ماري لويز النمساوية سكت 2029360 عملة معدنية بقيمة سنت واحد بنفس خصائص تلك الموجودة في مملكة سردينيا. سكت هذه العملة أيضًا في عام 1854 مع صورة تشارلز الثالث في 300000 نسخة فقط من المفترض أن 20 منها قد نجا.

### توحيد إيطاليا
عندما انتهت ثورة 1848 أصبحت مملكة لومباردي-فينيسيا تحت حكم الثوار وولدت الحكومة المؤقتة في ميلانو وجمهورية سان ماركو. وفي أعقاب هذه الأحداث بدأت مملكة سردينيا أول حرب استقلال وقامت الحكومتان الثوريتان المشكلتان حديثًا باستبدال الليرة النمساوية بعملة جديدة تعتمد على ليرة سافوي. على وجه الخصوص قامت جمهورية سان ماركو بموجب المرسوم رقم 565 الصادر في 15 يناير 1849 بسك 2760000 قطعة نقدية من فئة سنت واحد من الليرة الحالية في دار سك البندقية بقياسات مختلفة عن ليرة سافوي ومع أن العملة مصنوعة من النحاس إلا أنها كانت 18 بلغ قطرها 1 مم ووزنها 1 جرام. وصلت عملية ريسورجيمنتو إلى ذروتها عندما بدأت المفوضية المتمردة في رومانيا بين عامي 1859 و1860 من أجل تجنب الاستمرار في استخدام العملة البابوية في سك عملات معدنية بقيمة 1 سنت وإعادة استخدام عملة كارلو فيليس القديمة لعام 1826. كما قامت الحكومة المؤقتة في توسكانا بسك عملات معدنية جديدة ولذلك في عام 1860 كلفت شركة رالف هيتون في برمنجهام بسك عملات معدنية جديدة بقيمة سنت واحد تحمل عام 1859 باستخدام التنسيق السرديني لعام 1842.

## مملكة إيطاليا

### فيكتور إيمانويل الثاني
في أعقاب حرب الاستقلال الثانية واتحاد لومباردي مع مملكة سردينيا الذي حدث في 10 نوفمبر 1859 بموجب معاهدة زيورخ تدخل وزير مالية فيكتور إيمانويل الثاني جيوفاني باتيستا أويتانا من أجل توحيد النظام النقدي الإيطالي. وبصدور المرسوم الملكي رقم 3773 بتاريخ 20 نوفمبر 1859 تقرر سحب العملات النحاسية والبرونزية التي سبقت التوحيد من التداول واستبدالها بعملات جديدة من فئة 1 و2 و5 سنتات تحمل صورة فيكتور إيمانويل الثاني على الوجه الأمامي. كما نص هذا المرسوم على أن تحتوي العملات الجديدة على ما لا يقل عن 95 في المائة من النحاس مع أن التركيبة الصحيحة قاموا بتحديدها لاحقًا بموجب مرسوم الملازم الصادر في 15 ديسمبر 1860 والذي فرض استخدام سبيكة برونزية مكونة من 960‰ نحاس و40‰ قصدير. وحددت الوثيقة أيضًا حجم العملة المعدنية من فئة 1 سنت والتي كان من المقرر أن يبلغ قطرها 15 مم ووزنه 1 جرام.
مع إعلان مملكة إيطاليا أصبحت العملات البرونزية الجديدة بقيمة سنت واحد والتي نقشها جوزيبي فيراريس وتصور فيكتور إيمانويل الثاني قانونية في الأول من أغسطس عام 1861 وحتى الأول من نوفمبر عام 1862 كانت تعمل بنظام التداول المزدوج. كان من الممكن للدولة أن تستبدل العملات البرونزية بكميات غير محدودة في حين لم يكن مسموحًا للمدفوعات بين الأفراد أن تتجاوز قيمة ليرة واحدة. لم يبدأ سك العملات المعدنية بقيمة سنت واحد مع التاريخ المذكور (1861) حتى عام 1862 وقد سكتها دور سك العملة في ميلانو ونابولي والتي سكّت العديد من العملات بالتاريخ الصحيح 1862. تتميز عملات دار سك العملة النابولية عمومًا بطابعها البالي وطباعة الوجه على الوجه الخلفي بالإضافة إلى ذلك يتراوح وزنها بين 1.02 جرام بالنسبة للعملات المؤرخة عام 1861 و0.99 جرام بالنسبة للعملات المؤرخة عام 1862. يمكن أيضًا رؤية هذه الاختلافات الطفيفة في الوزن في عمليات سك العملة اللاحقة في عهد أومبرتو الأول وفيكتور إيمانويل الثالث. ومن بين تلك العملات التي سكت في ميلانو عثر على نسخة نادرة للغاية (أر4) تحمل حرف أم مقلوبًا بدلاً من علامة دار السك المعتادة. سك عملات معدنية أخرى بقيمة سنت واحد في وقت لاحق في عام 1868 بواسطة دار سك العملة في ميلانو وتورينو مع أنها تحمل تاريخ 1867.

### أومبرتو الأول
مع وفاة فيكتور إيمانويل الثاني في 9 يناير 1878 أصبح الابن الأكبر أومبرتو الأول ملكًا لإيطاليا. وفقًا للتقارير الواردة في مجلة العملات الإيطالية لعام 1891 استمر سك العملات المعدنية بقيمة 1 سنت والتي تحمل صورة فيكتور إيمانويل الثاني حتى في عهد أومبرتو الأول ويُقدر أن دار سك العملة في ميلانو سكّت 23500000 عملة معدنية بقيمة 1 سنت مؤرخة عام 1867 بين عامي 1883 و1892 باستثناء أعوام 1884 و1890.
ولهذا السبب بدأ سك العملات المعدنية من فئة سنت واحد والتي تصور أومبرتو الأول ونقشها فيليبو سبيرانزا فقط في عام 1895عندما قاموا بالاعتراف بنقص العملات المعدنية من فئة سنت واحد و2 و5 سنت في التداول. قاموا بتنظيم إصدار هذه العملات بموجب مرسوم صادر في 13 أكتوبر 1894 والذي نص على سحب وإلغاء تداول 15175384 من العملات القديمة من فئة 10 سنتات من أجل سك عملات جديدة من فئة 1 و2 و5 سنتات بنفس القيمة في دار سك العملة في روما. سكت العملة المعدنية بقيمة 1 سنت والتي تحمل صورة أومبرتو الأول سنويًا حتى عام 1900 (باستثناء عام 1898) وهو عام اغتيال الملك وعلى وجه الخصوص في هذا العام قاموا بالسماح مرة أخرى بسك 1000000 عملة معدنية بقيمة 10 سنتات من أجل سك عملات معدنية جديدة بقيمة 1 سنت.

### فيكتور إيمانويل الثالث
| [[{{{image}}}\|alt=]] |

| درخمة لمصر                                | درخمة لمصر                                               |
| ----------------------------------------- | -------------------------------------------------------- |
|                                           |                                                          |
| حوالي رأس الفائز الإمبراطور أنطونيوس بيوس | ل ΔЄК-ATOV حول الإلهة إيزيس فارية على مقدمة سفينة شراعية |
| 146-147 م، نحاس، 28.88 جرام               |                                                          |

وبعد أقل من عام من تتويج الملك الجديد صدر مرسوم بشأن سك العملات المعدنية التي تحمل صورة فيكتور إيمانويل الثالث. كان أسلوب العملة المعدنية بقيمة 1 سنت يتبع تمامًا أسلوب العملات التي سبقته ومع الاستمرارية قاموا باختيار نفس مؤلف عملات والده فيليبو سبيرانزا. سكت هذه العملة سنويًا من عام 1902 إلى عام 1905 وكمية صغيرة في عام 1908 أيضًا على وجه الخصوص صنعت 20000000 من العملات المعدنية بقيمة 1 سنت بين عامي 1904 و1905 من البرونز من العملات المعدنية بقيمة 10 سنتات التي ألغي تداولها وصبها. قد تحتوي العملات المعدنية من فئة 1 سنت التي سكت حتى عام 1908 على عدم محاذاة بين أرقام التاريخ وفي حالات أقل بين أحرف السنت بسبب عدم محاذاة اللكمات المتحركة في عملية السك.
بدءًا من عام 1908 تغير نمط العملة المعدنية بشكل كبير مما أدى إلى ظهور سلسلة من السنتات تسمى "إيطاليا على المقدمة" أو "إيطاليا البحرية". تغيرت العملة المعدنية الجديدة بقيمة سنت واحد من نمط القرن التاسع عشر النموذجي إلى نمط متأثر بفن الآرت نوفو الذي بدأ ينتشر في تلك السنوات. تعكس الصورة العكسية صورة الدراخما التي سكت لمصر في عهد أنطونيوس بيوس : تصور هذه العملات المعدنية الإلهة البحرية إيزيس وهي تقف على مقدمة سفينة ذات منقار تحمل شراعًا. في القرن الجديد لفيكتور إيمانويل الثالث أستبدل إلهة الخصوبة المصرية برمزية لإيطاليا تحمل غصن زيتون بدلاً من الشراع. سكت هذه العملة المعدنية بدءًا من عام 1908 باستخدام المعدن المشتق من سحب 3000000 عملة معدنية بقيمة 10 سنتات من التداول وصهرها. ومن بين تلك التي يرجع تاريخها إلى عام 1908 من الممكن أيضًا التمييز بين نوعين ناتجين عن تغيير السك : في حين أن تلك التي ضربت أولاً تقدم الرقم 8 متناسبًا جيدًا مع بقية التاريخ فإن تلك التي تصنعت بعد تغيير السك تقدم الرقم الأصغر 8. هناك اختلاف آخر يتمثل في العملات المعدنية الصادرة عام 1910 والتي تحمل علامة دار السك بشكل نقش بدلاً من نقش بارز وفي العملات المعدنية الصادرة عام 1911، والتي تحمل في معظم الحالات النقطة بعد التاريخ. بالإضافة إلى ذلك فمن الممكن أن نجد في بعض العملات المعدنية الصادرة عام 1915 عملة أعيد صكها حيث يظهر رمز إيطاليا بأربعة أيدي بدلاً من اثنتين. سكت عملات معدنية من فئة 1 سنت من هذا النوع سنويًا حتى عام 1918 وظلت متداولة حتى 30 يونيو 1924 عندما نتيجة للتضخم المرتفع الموروث من الحرب العالمية الأولى بموجب مرسوم توقف جميع عملات فئة 1 سنت عن كونها عملة قانونية.

## العملات معدنية
كانت جميع العملات المعدنية تزن 1 جرام وقطرها 15 مم ولها حافة ناعمة وكانت مصنوعة من البرونز الذي يحتوي على Cu 960‰ وSn 40‰.
| صورة | وصف                                                              | وصف | سنوات من سك العملة | مؤلف            | مؤلف            |
| صورة | وجه العملة                                                       | يعكس | سنوات من سك العملة | صانع النماذج    | النقاش          |
| ---- | ---------------------------------------------------------------- | --- | ------------------ | --------------- | --------------- |
|      | حول رأس الملك العاري، أثناء ممارسة الرسالة للمؤلف جوزيبي فيراريس | ، مربوطة من الأسفل بقوس بين أغصان الغار والبلوط، وفي الأعلى نجمة إيطاليا. في الخارج، علامة دار السك: M (ميلانو)، N (نابولي)، T (تورينو).                                           | 1861–1867          | جوزيبي فيراريس  | جوزيبي فيراريس  |
|      | حول رأس الملك العاري، في ظل الرسالة للمؤلف جوزيبي فيراريس        | ، بين أغصان الغار والبلوط مربوطة في الأسفل بقوس وفي الأعلى نجمة إيطاليا، وفي الخارج علامة دار السك R (روما)                                                                        | 1895–1900          | فيليبو سبيرانزا | فيليبو سبيرانزا |
|      | حول رأس الملك العاري، أثناء ممارسة الرسالة للمؤلف جوزيبي فيراريس | ، بين أغصان الغار والبلوط مربوطة في الأسفل بقوس وفي الأعلى نجمة إيطاليا، وفي الخارج علامة دار السك R (روما)                                                                        | 1902–1908          | فيليبو سبيرانزا | فيليبو سبيرانزا |
|      | حول تمثال نصفي للملك بالزي الرسمي                                | رمزٌ لإيطاليا بغصن زيتون على مقدمة سفينةٍ مُنقارية. على طرف المقدمة، توجد علامة دار السك R (روما)، وعلى جانبها الأحرف الأولى: لـ Pietro Canonica (صانع النماذج)، للويجي جيورجي (نقاش) | 1908–1918          | بييترو كانونيكا | لويجي جيورجي    |

### الدورة الدموية

#### فيكتور إيمانويل الثاني
| سنة     | ميلانو (م) | نابولي (N) | تورينو (ت) |
| ------- | ---------- | ---------- | ---------- |
| 1861    | 26720000   | 48280000   |            |
| 1862    |            | 37499936   |            |
| 1867    | 72758532   |            | 5000000    |
| المجموع | 190258468  | 190258468  | 190258468  |

#### أومبرتو الأول
| سنة     | روما (R) |
| ------- | -------- |
| 1895    | 13860000 |
| 1896    | 3730000  |
| 1897    | 1844500  |
| 1899    | 1287474  |
| 1900    | 10000000 |
| المجموع | 30721974 |

فيكتور إيمانويل الثالث
| سنة     | روما (R) |
| ------- | -------- |
| 1902    | 26308    |
| 1903    | 5655000  |
| 1904    | 14626161 |
| 1905    | 8530531  |
| 1908    | 3859140  |
| المجموع | 32697140 |

| سنة     | روما (R) |
| ------- | -------- |
| 1908    | 56860    |
| 1909    | 3539000  |
| 1910    | 3598560  |
| 1911    | 700000   |
| 1912    | 3995000  |
| 1913    | 3200000  |
| 1914    | 11585000 |
| 1915    | 9757440  |
| 1916    | 9845000  |
| 1917    | 2400000  |
| 1918    | 2710000  |
| المجموع | 51386860 |

## الاختبارات والتصاميم
| [[{{{image}}}\|alt=]] |

| تصميم 1 سنت             | تصميم 1 سنت                                    |
| ----------------------- | ---------------------------------------------- |
|                         |                                                |
| درع الجمهورية الإيطالية | 1/100 بين فروع السنديان، الجزء السفلي DENARI.2 |
| 1804، نحاس، 2.4 جرام    |                                                |

يعود أول تصميم لإنتاج عملات معدنية بقيمة سنت واحد من الليرة إلى العصر النابليوني عندما تقرر بموجب مرسوم مؤرخ 26 أبريل 1804 بعد الإصلاح النقدي الفرنسي تقديم العملة الجديدة على أساس عشري أيضًا في الجمهورية الإيطالية التي تشكلت حديثًا. نص المرسوم على أن سكت تصميم الليرة سنت في دار سك العملة في ميلانو حيث قاموا بتحليله بمجرد سكه من قبل لجنة مكونة من ثلاثة أعضاء من المجلس التشريعي واثنين من هيئة المحاسبة الوطنية ثم قاموا بإيداعه لمدة ثلاث سنوات وأخيراً قاموا بصهره. كانت العملة المعدنية المسودة مصنوعة من النحاس ووزنها 2 ديناري أي ما يعادل حوالي 2.4 جرام سكت نوعين من العملة بوجهين مختلفين : أحدهما يحمل القيمة 1/100 بينما كان الآخر يحمل نقش سين / تيزيمو مرتبًا على سطرين.
لم يتم اتباع التصميم الجمهوري لذا دخلت أول عملة إيطالية من فئة 1 سنت للتداول في عام 1807 بعد إنشاء مملكة إيطاليا النابليونية. قبل إصدارها سكت عملتين تجريبيتين يعود تاريخهما إلى عامي 1806 و1807 وتختلفان قليلاً عن النسخة النهائية في ميزات التصميم واستخدام علامات الدار . العملة المعدنية لعام 1806 في الوجه تحتوي على حرف أم من دار سك العملة في ميلانو في المربع أسفل التاريخ بينما في الوجه الخلفي خالية تمامًا من علامات دار السك أما العملة المعدنية لعام 1807 من ناحية أخرى في الوجه تحتوي على علامتي دار السك (رمانة وكأس مقلوب) بالإضافة إلى حرف أم بينما في الوجه الخلفي في المربع توجد الأحرف الأولى أس جي للنقاش جوزيبي سلافيريتش وهو أحد المتعاونين الوثيقين مع لويجي مانفريديني.
بدءًا من إعلان مملكة إيطاليا لم سكت أي اختبارات رسمية لعملة الليرة بقيمة سنت واحد على الإطلاق ومع ذلك كان هناك استثناء وهو التصميم الذي قاموا بوضعه أثناء عهد فيكتور إيمانويل الثالث . في عام 1917 أدت الحرب العالمية الأولى إلى تآكل احتياطيات المملكة من النحاس ولتجنب استخدام هذا المعدن في سك العملات المعدنية فكرت الدار في استبدال النحاس بالألمنيوم. وباستخدام العملة الرسمية أصدرت عدد قليل من العملات المعدنية من فئة سنتات الألومنيوم التي تزن 0.35 جرام ولكن نهاية الحرب الوشيكة وضعت نهاية حاسمة للمشروع. بالإضافة إلى سنت الألومنيوم سكت عدد من العملات المعدنية من فئة سنت واحد سنويًا من عام 1915 إلى عام 1918 أثناء الحرب العالمية الأولى تحمل على الجانب الأيمن مرتبة في سطرين ومنقوشة بشكل بارز النقش أنا و ii و iii و iv عام الحرب.

## عملات معدنية مماثلة
| [[{{{image}}}\|alt=]] |

بدءًا من عام 1865 أصبحت إيطاليا دولة عضو في الاتحاد النقدي اللاتيني وهي اتفاقية تتطلب من الدول الموقعة (فرنسا وإيطاليا وبلجيكا وسويسرا) سك عملات ذهبية وفضية تعادل بعضها البعض حتى يمكن تداولها بحرية في جميع الدول الأعضاء. ولم تتضمن الاتفاقية عملات برونزية ولكن فرنسا وإيطاليا اعتمدتا أحجامًا قياسية وعلى وجه الخصوص وزن 1 غرام وقطر 15 حدد ملم لعملة 1 سنت. كانت فرنسا تسك عملات معدنية بقيمة سنت واحد بهذا الحجم منذ عام 1861 واستمرت في القيام بذلك حتى عام 1920. وبعد هذه الاتفاقية قدم عملة السنتيم الواحد أيضًا في عام 1891 في محمية تونس الفرنسية. في عام 1867 انضمت مملكة اليونان أيضًا إلى الاتحاد النقدي وبين عامي 1869 و1879 قامت بصك عملة 1 ليبتون وفقًا لنفس المعايير التي استخدمها الإيطاليون والفرنسيون.
ومن بين الدول التي وقعت على اتفاقيات ثنائية كانت إسبانيا التي سكّت عملة 1 سنتيمو بين عامي 1870 و1913 ورومانيا التي سكّت عملة 1 بان من عام 1867 إلى عام 1900. وفي وقت لاحق انضمت دول أخرى أيضًا إلى الاتفاقية وبدأت في سك عملات معدنية بقيمة سنت واحد وفقًا للمعايير الفرنسية وشملت هذه الدول جزيرة كريت وفنلندا وبلغاريا وصربيا. كما اعتمدت الولايات البابوية أيضًا نظام العملة العشري وضربت بين عامي 1866 و1868 العملة الجديدة بقيمة 1 سنت وفقًا للمقاييس القياسية المستخدمة في الاتحاد. بعد ضم روما إلى مملكة إيطاليا سحبت جميع العملات البابوية من التداول في عام 1870.

## الرموز

### سنت محظوظ
| [[{{{image}}}\|alt=]] |

| [[{{{image}}}\|alt=]] |

وعلى غرار العملات المعدنية الأمريكية المغلفة والعملات المعدنية الموضوعة في حلقة تحمل إعلانات أو عبارات تجلب الحظ السعيد انتشرت أيضًا العملات المعدنية المحظوظة على نطاق واسع في إيطاليا. مع التغييرات التي طرأت على العملات المعدنية ولكن باتباع نفس النمط مثل سنت لوبيت قامت شركة إنسيسوريا دونزيلي بصك حلقات محيطية لعملات السنت الواحد تحمل عبارات الحظ السعيد فقط وفي بعض الأحيان كانت هذه الحلقات تحمل ملصقًا مما يحول رمز الحظ السعيد إلى ميدالية. وقد استخدمت الشركات أيضًا رموز الحظ السعيد هذه لأغراض إعلانية. قام دونزيلي أيضًا بنقش أحد هذه الرموز لشركة بولا وتوديسكان الإنجليزية وقامت نفس الشركة لاحقًا بصك رمز إعلاني آخر يحتوي على سنت إيطاليا على نوع المقدمة. كانت شركة أخرى استخدمت هذا النوع من الرموز هي شركة فينيسيا جيسوروم التي سكّت رمزًا إعلانيًا من النحاس يحتوي على سنت فيكتور إيمانويل الثالث.

### سنت لوبيت
في الفترة ما بين 14 و18 أكتوبر/تشرين الأول 1903قام فيكتور إيمانويل الثالث والملكة إيلينا ملكة الجبل الأسود بأول زيارة دولة لهما إلى فرنسا حيث قاموا بإصدار عملة دعائية برونزية تحاكي الفرنك من فئة 5 سنتات لهذه المناسبة. تمت زيارة الرئيس الفرنسي إميل لوبيه إلى إيطاليا في الفترة ما بين 24 و28 أبريل 1904وقاموا بإنتاج العديد من الهدايا التذكارية لهذا الحدث لإحياء ذكرى الاجتماع، بما في ذلك رمز تذكاري أصدرته شركة إنتشيسوريا دونزيلي الميلانية والذي بسبب تشابهه مع عملة السنت الواحد قاموا بتسميته بشكل غير صحيح بسنت لوبيه. كان التصوير الموجود على الوجه مشابهًا تمامًا لتصوير عملة فيتوريو إيمانويل الثالث وكان الاختلاف الوحيد هو الأحرف الأولى للنقاش أنطونيو دونزيلي ( إعلان ) والتي حلت في نفس الموضع على العملة محل فيليبو سبيرانزا (أس • ). ويظهر على الوجه الآخر وجه الرئيس الفرنسي محاطًا بالنقش السيد. إميل لوبيه الرئيس جمهورية. الفرنسية. حيث كانت الأحرف الأولى من اسم النقاش لا تزال موجودة تحتها.
إنتج ثلاثة إصدارات من هذه العملة وكان الإصدار البرونزي هو الأكثر تشابهًا مع السنتيم حيث أنه بالإضافة إلى تقليد تصميمه وتكوينه ولونه كان يتميز أيضًا بأبعاد مماثلة : كان وزنه 1.24 جرامًا بدلاً من 1 جرام وكان قطره 15.2 مم بدلا من 15 مم. سكت النسختين الأخريين من الألومنيوم (0.73 جم 15.5 مم) والبرونز المذهب (1.25 جم 15.2 مم). وعلى وجه الخصوص قام النقاش أنطونيو دونزيلي بإهداء عينتين من البرونز المذهب موضوعتين في حلقة من الألومنيوم إلى إميل لوبيه عند وصوله إلى تشيفيتافيكيا وإلى فيكتور إيمانويل الثالث الذي كان يقيم في قصر كويرينالي في ذلك الوقت. تتميز الحلقة المصنوعة من الألومنيوم الموجودة على الوجه الأمامي بحدوة حصان تحتوي على الرمز المميز محاطة بالنقش • تذكار إيطاليا أبريل 1904 • وعلى السطر السفلي مستقبل الأختين المجد. في المنطقة السفلية كان هناك نباتان من أربع أوراق برسيم كان من الممكن رؤية شعارات النبالة لإيطاليا وفرنسا بينهما يعلوها عنكبوت في شبكته ونقش يودع وكان هناك أيضًا توقيع دونزيلي على جانبي الحلقة. على الجانب الخلفي الذي يحدد الرمز كانت هناك امرأة على طراز فن الآرت نوفو محاطة بقرن قرن ورموز أخرى للحظ السعيد في حين كان الجزء السفلي يحمل نقش أنا تميمة حظك. بالإضافة إلى الرمزين البرونزيين المذهبين الممنوحين لرؤساء الدول استخدم هذا الخاتم لحمل النسختين الأخريين من الرمز وأيضًا عملات 1 سنت لعام 1904.

## الفهرس
قالب:Italian Lira currency and coinage